# Öarna och morgondagen
Öarna och morgondagen är en bok utgiven 1961 av den svenske jägmästaren och författaren Eric Lundqvist. Boken skildrar Lundqvists tid som professor i skogspolitik och skogsekonomi vid universitetet i Djakarta, Indonesien mellan 1958 och 1961. I boken skildrar författaren sitt arbete med att bygga upp en skoglig högskoleutbildning i landet. Lundqvist och hans entusiastiska studenter gör upp riktlinjer för hur det väldiga landets skogstillgångar skall kunna utnyttjas och hur en inhemsk skogsindustri skall kunna bidra till landets utveckling. Lundqvist är även en föregångare inom miljötänkande och anser att stora, orörda regnskogar måste skyddas för att bevara biologisk mångfald och värna urbefolkningarnas intressen. I boken ger Lundqvist även sin syn på hur Indonesien utvecklats efter självständigheten från Holland och drar sig inte för att kritisera Sukarnoregimen. Eric menade att det inte blivit någon riktig demokrati och att folkmajoriteten var lika fattiga som på kolonialtiden. Dessa åsikter ledde till att Lundqvist blev avskedad från sin tjänst vid universitetet och att han och hans indonesiska hustru Sari utvisades ur landet.

## Möjliga vägar för skogsvården
Lundqvist förespråkar plantering av barrskogar. Barrträd är lämpliga för framställning av pappersmassa och papper har en tydlig koppling till levnadsstandarden.
I Indonesien finns lövträd (albizzia falcata) som används till husbygge, tändstickor, lådor och även till pappersmassa. Det kan odlas med en omloppstid av 6-8 år. Det barrträd, Pinus merkusii, som växer i Indonesien har en omloppstid av 30-40 år, men kan för framställning av pappersmassa odlas med en omloppstid av 10-14 år.
Lundqvist föreslår plantering av skog på ej bevattningsbara fält, dels för virkesproduktion dels som skydd mot avspolning av jorden.
På Borneo och Sumatra används svedjebruk för odling i de tropiska skogarna. Skulle man plantera barrskog på sina svedjebruk när de lämnas skulle avkastningen bli mycket mer värdefull än den risskörd man nu får.
Man bör undvika stora centraliserade industrier och i stället låta bönderna starta enklare industrier för träförädling, till exempel sågverk eller plywoodfabrik. Albizzia är utmärkt till plywood.
Sverige kan bidra med utbildning i Sverige av indonesiska cellusaingenjörer, sågverksexperter och växtförädlare med mera.
Ett stort problem är sorken som uppskattningsvis äter upp halva risskörden.
I en andra utgåva(?) tryckt 1969 avslutas boken med en beskrivning av det politiska läget under åren 1961-1968.